# 化学科 (陸上自衛隊)

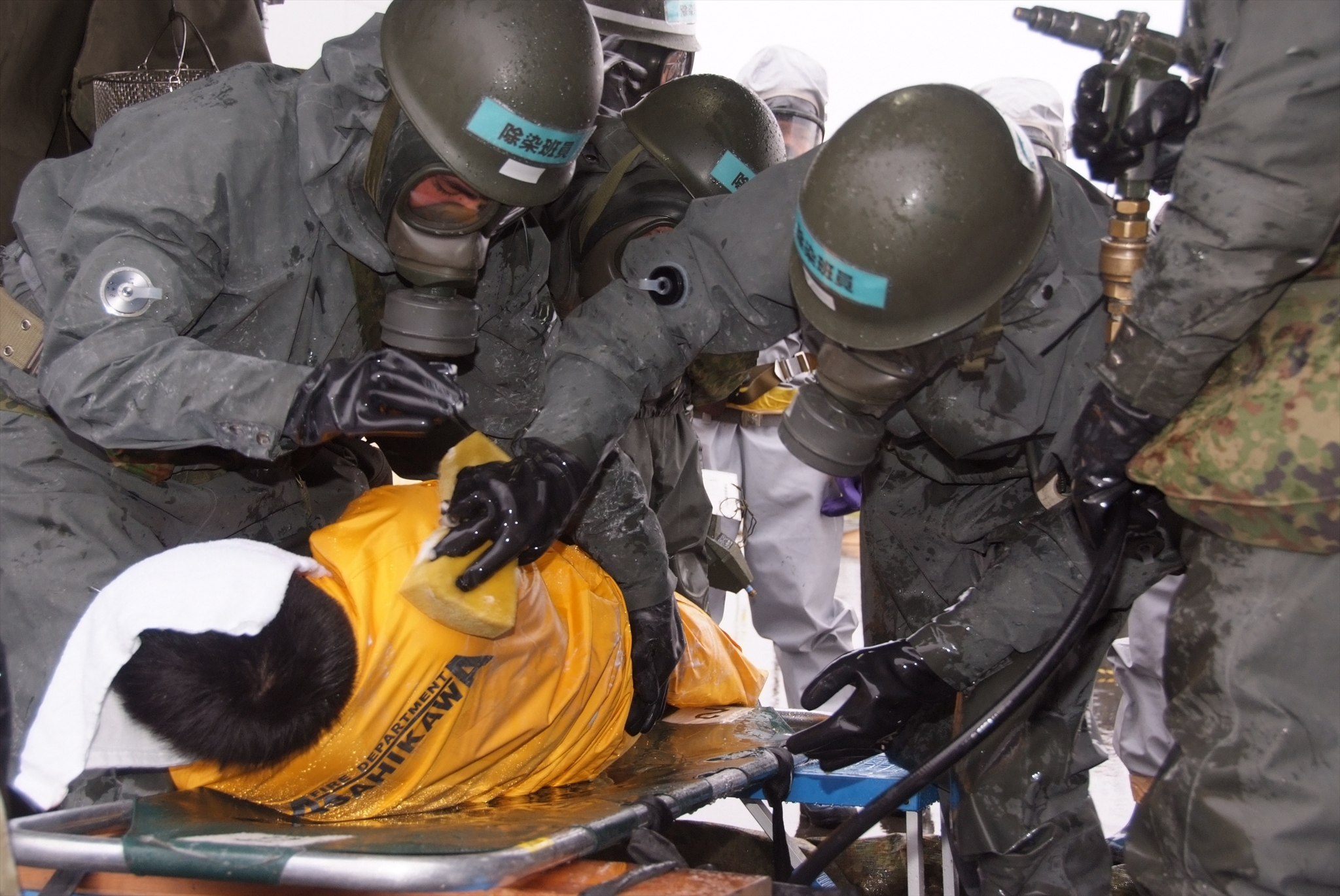
化学テロを想定した訓練で要救助者の除染を行う第2化学防護隊の隊員（2011年10月26日）

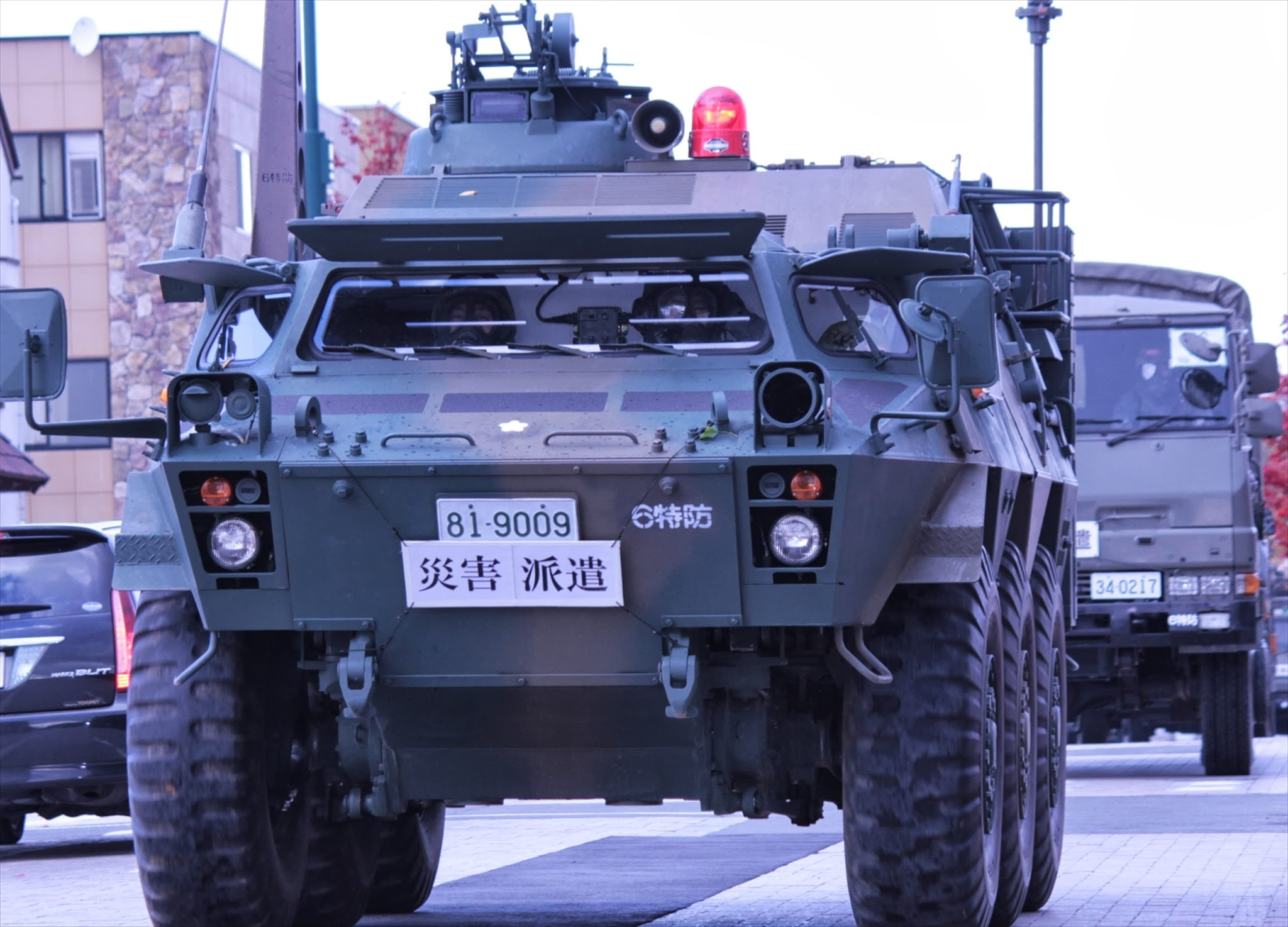
山形駅に急行する第6特殊武器防護隊の化学防護車。山形県国民保護共同実動訓練にて（2012年11月20日）

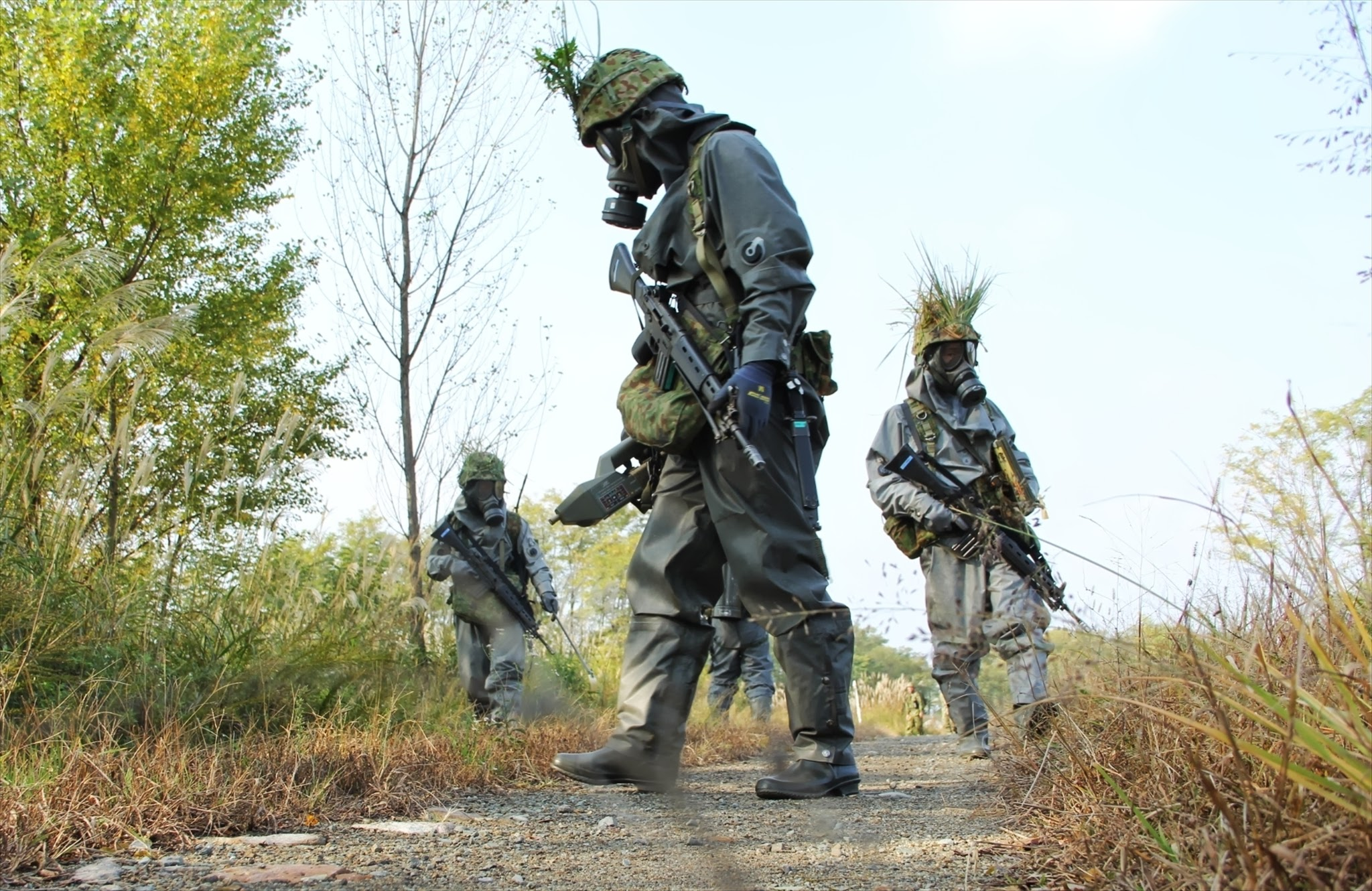
化学剤検知器で有毒化学剤の検知識別を行う第6特殊武器防護隊の隊員。第6師団の平成24年度師団化学練成訓練にて（2012年10月）

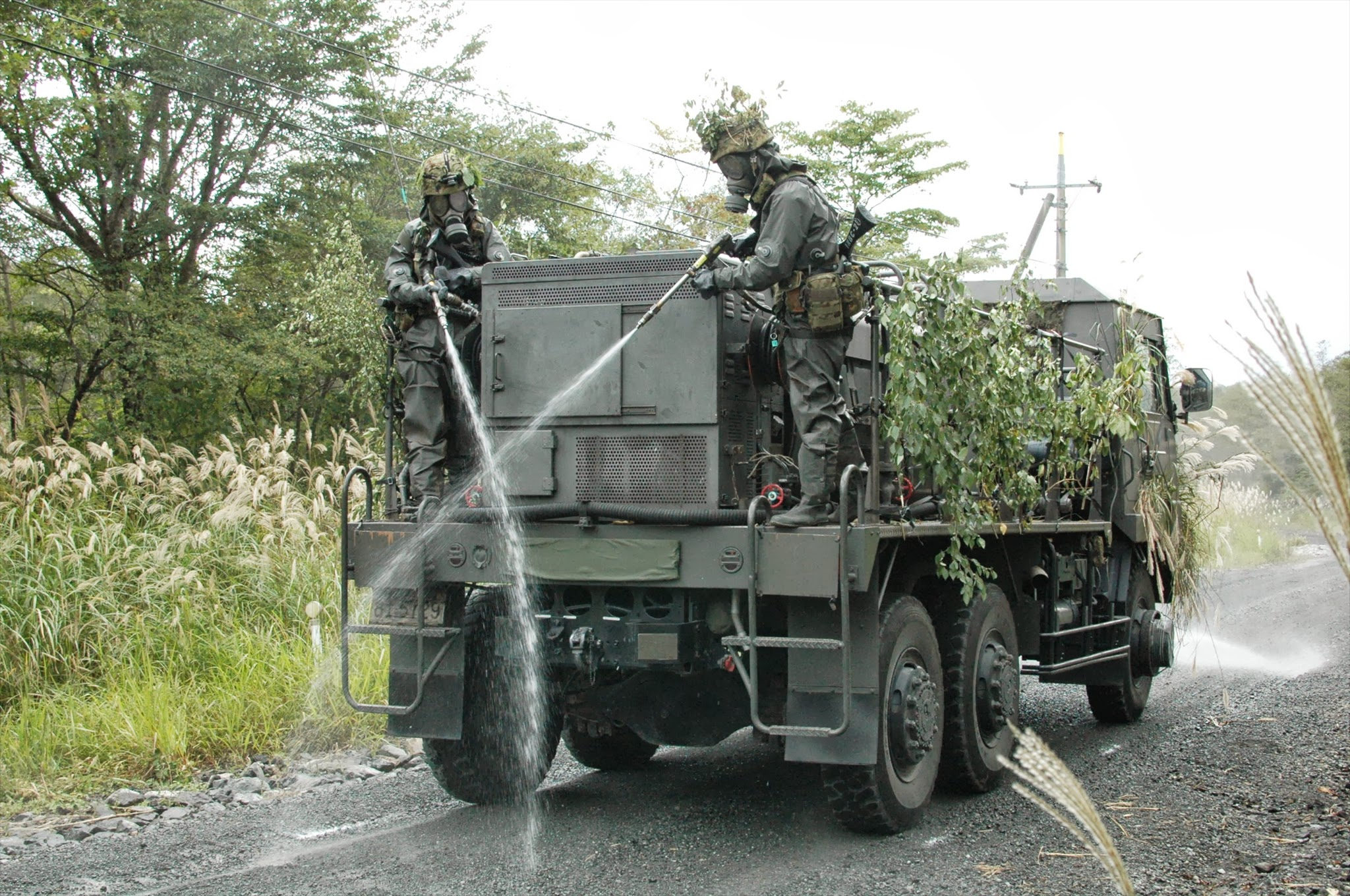
除染車の訓練を行う第1特殊武器防護隊の隊員

化学科（かがくか、英: Chemical）は、陸上自衛隊の職種の一つである。各種化学器材をもって、放射性物質などで汚染された地域を偵察し、汚染された人員・装備品等の除染を行う。職種標識の色は金茶。

## 概要
NBC兵器(N:Nuclear weapon=核兵器、B:Biological weapon=生物兵器、C:Chemical weapon=化学兵器)の検知・除去を行い、特殊武器攻撃による被害の拡大を防ぐ。地下鉄サリン事件が起きるまでは「化学兵器の製造を行う危険部隊」であると誤解され、当時の社会党や共産党および関係団体や地域住民の一部などから部隊の解体・廃止を迫られていたが、同サリン事件の発生や東海村JCO臨界事故などでの活動で重要性や注目を浴び、今日では戦闘様相の変化(テロ・ゲリラ活動の台頭)もあり全国規模で化学科部隊の強化が進められている。
部隊としては、陸上総隊直轄部隊の中央特殊武器防護隊のほか、各師団・旅団直轄部隊がある。師団・旅団直轄部隊は、かつては司令部付隊内の化学防護小隊であったが、化学防護隊に改編となり、さらに司令部付隊から独立した特殊武器防護隊に改編が進められている。特殊武器防護隊は、2等陸佐が指揮を執る。

## 化学科部隊

### 化学科部隊の一覧
陸上総隊直轄部隊
- 中央特殊武器防護隊（大宮駐屯地）：陸上総隊
  - 第102特殊武器防護隊
  - 第103特殊武器防護隊

師団直轄部隊
- 第1特殊武器防護隊 （練馬駐屯地）第1師団：2010年（平成22年）3月26日新編。
- 第2特殊武器防護隊（旭川駐屯地）第2師団：2019年（平成31年）3月新編[注釈 2]。
- 第3特殊武器防護隊（千僧駐屯地）第3師団：2014年（平成26年）3月26日新編[1][注釈 3]。
- 第4特殊武器防護隊（福岡駐屯地）第4師団：2009年（平成21年）3月26日新編。
- 第6特殊武器防護隊（神町駐屯地）第6師団：2010年（平成22年）3月26日新編。
- 第7化学防護隊（東千歳駐屯地）第7師団：2002年（平成14年）3月27日新編。
- 第8特殊武器防護隊（北熊本駐屯地）第8師団：2014年（平成26年）3月26日新編。
- 第9化学防護隊（青森駐屯地）第9師団：2004年（平成16年）3月29日新編。
- 第10特殊武器防護隊（守山駐屯地）第10師団：2013年（平成25年）3月26日新編。

旅団直轄部隊
- 第5化学防護隊（帯広駐屯地）第5旅団：2011年（平成23年）4月22日新編。
- 第11特殊武器防護隊（真駒内駐屯地）第11旅団：2013年（平成25年）3月26日新編。
- 第12化学防護隊（相馬原駐屯地）第12旅団：2013年（平成25年）3月26日新編。
- 第13特殊武器防護隊（海田市駐屯地）第13旅団：2014年（平成26年）3月26日新編。
- 第14特殊武器防護隊（善通寺駐屯地）第14旅団：2016年（平成28年）3月26日新編。
- 第15特殊武器防護隊（那覇駐屯地）第15旅団：2011年（平成23年）3月新編。

防衛大臣直轄機関・部隊
- 陸上自衛隊化学学校（大宮駐屯地）
  - 化学教導隊（大宮駐屯地）

### 化学科部隊の配置
- 北部方面隊（北海道地方）
  - 第2師団
    - 第2特殊武器防護隊（旭川駐屯地）：化学防護車、生物偵察車

  - 第5旅団
    - 第5化学防護隊（帯広駐屯地）：化学防護車

  - 第7師団
    - 第7化学防護隊（東千歳駐屯地）：化学防護車

  - 第11旅団
    - 第11特殊武器防護隊（真駒内駐屯地）：化学防護車、生物偵察車
- 東北方面隊（東北地方）
  - 第6師団
    - 第6特殊武器防護隊（神町駐屯地）：NBC偵察車

  - 第9師団
    - 第9化学防護隊（青森駐屯地）：化学防護車
- 東部方面隊（関東地方・甲信越地方・静岡県）
  - 第1師団
    - 第1特殊武器防護隊 （練馬駐屯地）：化学防護車、生物偵察車

  -  第12旅団
    - 第12化学防護隊（相馬原駐屯地）：化学防護車
- 中部方面隊（近畿地方・静岡県を除く東海地方・北陸地方・中国・四国地方）
  - 第3師団
    - 第3特殊武器防護隊（千僧駐屯地）：NBC偵察車

  - 第10師団
    - 第10特殊武器防護隊（守山駐屯地）：化学防護車、生物偵察車

  - 第13旅団
    - 第13特殊武器防護隊（海田市駐屯地）：化学防護車、生物偵察車

  - 第14旅団
    - 第14特殊武器防護隊（善通寺駐屯地）：化学防護車、生物偵察車
- 西部方面隊（九州・沖縄地方）
  - 第4師団
    - 第4特殊武器防護隊（福岡駐屯地）：化学防護車、生物偵察車

  - 第8師団
    - 第8特殊武器防護隊（北熊本駐屯地）：化学防護車、生物偵察車

  - 第15旅団
    - 第15特殊武器防護隊（那覇駐屯地）：NBC偵察車
- 陸上総隊直轄部隊
  - 中央特殊武器防護隊
    - 第102特殊武器防護隊（大宮駐屯地）：NBC偵察車、化学防護車
    - 第103特殊武器防護隊（大宮駐屯地）：NBC偵察車、化学防護車

- 防衛大臣直轄部隊（機関）
  - 陸上自衛隊化学学校（大宮駐屯地）
    - 化学教導隊（大宮駐屯地）：NBC偵察車、化学防護車

## 沿革
保安隊時代
- 1953年（昭和28年）
  - 6月20日：臨時化学教育隊が保安隊関西地区補給しょう（宇治駐屯地）内に編成。
  - 8月1日：関西地区補給しょうに化学教育隊が新編。

陸上自衛隊発足
- 1954年（昭和29年）8月5日：化学教育隊が富士駐屯地に移駐。
- 1956年（昭和31年）1月：第301化学発煙中隊が富士駐屯地で新編。陸上自衛隊化学教育隊に隷属。
- 1957年（昭和32年）
  - 10月1日：化学教育隊が大宮駐屯地に移駐。化学教育隊長が大宮駐屯地司令に職務指定。
  - 10月14日：化学教育隊（大宮駐屯地）が廃止。
  - 10月15日：

  1. 陸上自衛隊化学学校が大宮駐屯地で新編。化学学校長が大宮駐屯地司令に職務指定。
  2. 第301化学発煙中隊が富士駐屯地から大宮駐屯地へ移駐。陸上自衛隊化学学校に隷属。
- 1970年（昭和45年）8月5日：第301化学発煙中隊（大宮駐屯地）を改編し第101化学防護隊に称号変更。陸上自衛隊化学学校に隷属。

師団付化学防護小隊を編成
- 1988年（昭和63年）3月25日：

1. 第2師団司令部付隊化学防護小隊を旭川駐屯地に新編。
2. 第7師団司令部付隊化学防護小隊を東千歳駐屯地に新編。

- 1989年（平成元年）3月24日：

1. 第5師団司令部付隊化学防護小隊を帯広駐屯地に新編。
2. 第11師団司令部付隊化学防護小隊を真駒内駐屯地に新編。

- 1990年（平成2年）3月26日：

1. 第4師団司令部付隊化学防護小隊を福岡駐屯地に新編。
2. 第6師団司令部付隊化学防護小隊を神町駐屯地に新編。
3. 第8師団司令部付隊化学防護小隊を北熊本駐屯地に新編。
4. 第9師団司令部付隊化学防護小隊を青森駐屯地に新編。

- 1991年（平成3年）3月29日：

1. 第10師団司令部付隊化学防護小隊を守山駐屯地に新編。
2. 第12師団司令部付隊化学防護小隊を相馬原駐屯地に新編。
3. 第13師団司令部付隊化学防護小隊を海田市駐屯地に新編。

- 1992年（平成4年）3月27日：

1. 第1師団司令部付隊化学防護小隊を練馬駐屯地に新編。
2. 第3師団司令部付隊化学防護小隊を千僧駐屯地に新編。

- 1993年（平成05年）8月：第2混成団本部中隊化学防護小隊を善通寺駐屯地に新編[2]。
- 1994年（平成06年）3月28日：第7師団司令部付隊の化学防護小隊（東千歳駐屯地）を第7師団司令部付隊化学防護隊に改編。
- 1999年（平成11年）3月29日：第6師団司令部付隊の化学防護小隊（神町駐屯地）を第6師団司令部付隊化学防護隊に改編。
- 2000年（平成12年）3月28日：第7師団司令部付隊化学防護隊補給整備班が第7後方支援連隊に併合。１個除染班がコア化する[3]。

- 2001年（平成13年）3月27日：

1. 第2師団司令部付隊化学防護小隊（旭川駐屯地）が第2師団司令部付隊化学防護隊に改編[4]。
2. 第8師団司令部付隊化学防護小隊（北熊本駐屯地）を師団直轄部隊として第8化学防護隊に改編。第8師団に隷属。
3. 第12師団司令部付隊化学防護小隊（相馬原駐屯地）を第12旅団司令部付隊化学防護小隊に改編。第12旅団に隷属。
4. 化学教導隊を教育支援部隊として大宮駐屯地に新編。陸上自衛隊化学学校に隷属。
5. 第101化学防護隊が東部方面隊直轄部隊となる。

- 2002年（平成14年）3月27日：

1. 第1師団司令部付隊化学防護小隊（練馬駐屯地）を師団直轄部隊として第1化学防護隊に改編。第1師団に隷属。
2. 第2師団司令部付隊化学防護隊（旭川駐屯地）を師団直轄部隊として第2化学防護隊に改編。[5]。第2師団に隷属。
3. 第4師団司令部付隊化学防護隊（福岡駐屯地）を師団直轄部隊として第4化学防護隊に改編。第4師団に隷属。
4. 第6師団司令部付隊化学防護隊（神町駐屯地）を師団直轄部隊として第6化学防護隊に改編。第6師団に隷属。
5. 第7師団司令部付隊化学防護隊（東千歳駐屯地）を師団直轄部隊として第7化学防護隊に改編。第7師団に隷属。

- 2004年（平成16年）3月29日：

1. 第5師団司令部付隊化学防護小隊（帯広駐屯地）を第5旅団司令部付隊化学防護小隊に改編。第5旅団に隷属。
2. 第9師団司令部付隊化学防護小隊（青森駐屯地）を師団直轄部隊として第9化学防護隊に改編。第9師団に隷属。
3. 第10師団司令部付隊化学防護小隊（守山駐屯地）を師団直轄部隊として第10化学防護隊に改編。第10師団に隷属。

- 2006年（平成18年）
  - 3月25日：第2混成団本部中隊化学防護小隊（善通寺駐屯地）を改編し、第14旅団司令部付隊化学防護隊を善通寺駐屯地に新編[2]。
  - 3月27日：第3師団司令部付隊化学防護小隊（千僧駐屯地）を師団直轄部隊として第3化学防護隊に改編。第3師団に隷属。

特殊武器防護隊を編成
- 2007年（平成19年）3月28日：

1. 第101化学防護隊（大宮駐屯地）が第101特殊武器防護隊へ改称し、東部方面隊隷下から中央即応集団隷下に編合。
2. 第3化学防護隊（千僧駐屯地）を第3特殊武器防護隊に改編[1]。

- 2008年（平成20年）3月26日：

1. 第101特殊武器防護隊（大宮駐屯地）を廃止し中央特殊武器防護隊に改編。隷下に第102特殊武器防護隊および第103特殊武器防護隊を大宮駐屯地に新編。
2. 第11師団司令部付隊化学防護小隊（真駒内駐屯地）を第11旅団司令部付隊化学防護小隊に改編。第11旅団に隷属。。
3. 第13師団司令部付隊化学防護小隊（海田市駐屯地）を第13旅団司令部付隊化学防護小隊に改編。第13旅団に隷属。
4. 第1混成団旅団化改編準備室の下に「化学防護隊準備班」編成。

- 2009年（平成21年）3月26日：

1. 第4化学防護隊（福岡駐屯地）を第4特殊武器防護隊に改編。
2. 第1混成団「化学防護隊準備班」から「化学防護隊準備隊」に改編。除染車を装備。

- 2010年（平成22年）3月26日：

1. 第1化学防護隊（練馬駐屯地）を第1特殊武器防護隊に改編。
2. 第6化学防護隊（神町駐屯地）を第6特殊武器防護隊に改編。
3. 第15旅団司令部付隊化学防護隊を那覇駐屯地に新編。化学防護車、除染装置を装備。

- 2011年（平成23年）
  - 3月：第15旅団司令部付隊化学防護隊（那覇駐屯地）を第15特殊武器防護隊に改編。第15旅団に隷属。生物剤警報器を装備。
  - 4月22日：

  1. 第5旅団司令部付隊第5化学防護小隊（帯広駐屯地）が旅団司令部付隊に隷属のまま、第5旅団司令部付隊第5化学防護隊に改編。
  2. 第11旅団司令部付隊第11化学防護隊（真駒内駐屯地）が旅団司令部付隊に隷属のまま、第11旅団司令部付隊第11特殊武器防護隊に改編。
- 2012年（平成24年）3月：第15特殊武器防護隊を改編。生物偵察車を装備。

- 2013年（平成25年）3月26日：

1. 第5化学防護隊（帯広駐屯地）が第5旅団司令部付隊より独立改編。第5旅団に隷属。
2. 第10化学防護隊（守山駐屯地）を第10特殊武器防護隊に改編。
3. 第11特殊武器防護隊（真駒内駐屯地）を第11旅団司令部付隊より独立改編。第11旅団に隷属。
4. 第12化学防護隊（相馬原駐屯地）を第12旅団司令部付隊より独立改編。第12旅団に隷属。
5. 第13旅団司令部付隊化学防護小隊（海田市駐屯地）を旅団司令部付隊に隷属のまま第13旅団司令部付隊第13化学防護隊に改編。
6. 第14化学防護隊（善通寺駐屯地）を第14旅団司令部付隊より独立新編。第14旅団に隷属。

2014年（平成26年）3月26日：
1. 第3特殊武器防護隊にNBC偵察車を装備[1]。
2. 第8化学防護隊（北熊本駐屯地）を第8特殊武器防護隊に改編。
3. 第13特殊武器防護隊（海田市駐屯地）を第13旅団司令部付隊より独立改編。第13旅団に隷属。

- 2016年（平成28年）3月26日：第14化学防護隊（善通寺駐屯地）を第14特殊武器防護隊に改編。
- 2018年（平成30年）3月27日：中央即応集団廃止に伴い、中央特殊武器防護隊を陸上総隊に編合。
- 2019年（平成31年）3月：第2化学防護隊（旭川駐屯地）を第2特殊武器防護隊に改編。

## 部隊の概要

### 中央特殊武器防護隊
- 改編部隊：第101特殊武器防護隊
- 創設　　：2008年（平成20年）3月26日
- 編成地　：大宮駐屯地
- 部隊長　：1等陸佐（二）
- 隊旗　　：金茶の群旗
  - 第102特殊武器防護隊：金茶の大隊旗
  - 第103特殊武器防護隊：金茶の大隊旗
- 上級部隊：陸上総隊
- 編制　　：
  - 中央特殊武器防護隊本部
  - 中央特殊武器防護隊本部中隊「中特防-本」
  - 第102特殊武器防護隊「102特防」
  - 第103特殊武器防護隊「103特防」
- 主要装備：NBC偵察車、化学防護車、生物偵察車、除染車等
- 備考　　：「中央特殊武器防護隊」を参照。

### 師団・旅団の化学科部隊
師団・旅団の隷下に直轄部隊として特殊武器防護隊または、化学防護隊が編成されていて、逐次、生物兵器に対する装備品を配備されて特殊武器防護隊へと改編されている。
特殊武器防護隊が11個、化学防護隊が4個編成されていて、一般的な編成は、隊本部、偵察小隊、除染小隊、監視班等からなる。

#### 第1特殊武器防護隊
第1特殊武器防護隊（だいいちとくしゅぶきぼうごたい）は、陸上自衛隊練馬駐屯地（東京都練馬区）に駐屯する第1師団隷下の化学科部隊である。
- 改編部隊：第1化学防護隊
- 創設　　：2010年（平成22年）3月26日
- 編成地　：練馬駐屯地
- 部隊長　：2等陸佐
- 隊旗　　：金茶の大隊旗
- 車両表示：1特防
- 上級部隊：第1師団
- 主要装備：NBC偵察車、化学防護車、生物偵察車、除染車等

- 部隊改編：

1. 第1師団司令部付隊化学防護小隊「1師-付」：1992年（平成4年）3月27日新編。
2. 第1化学防護隊「1化」：2002年（平成14年）3月27日改編。
3. 第1特殊武器防護隊「1特防」：2010年（平成22年）3月26日改編。

- 備考　　：「第1特殊武器防護隊」を参照。

#### 第2特殊武器防護隊
第2特殊武器防護隊（だいにとくしゅぶきぼうごたい）は、陸上自衛隊旭川駐屯地（北海道旭川市）に駐屯する第2師団隷下の化学科部隊である。
- 改編部隊：第2化学防護隊
- 創設　　：2019年（平成31年）3月
- 編成地　：旭川駐屯地
- 部隊長　：2等陸佐
- 隊旗　　：金茶の大隊旗
- 車両表示：2特防
- 上級部隊：第2師団
- 主要装備：化学防護車、生物偵察車、除染車等

- 部隊改編：

1. 第2師団司令部付隊化学防護小隊「2師-付」：1988年（昭和63年）3月25日新編。
2. 第2師団司令部付隊化学防護隊「2師-付」：2001年（平成13年）3月27日改編。
3. 第2化学防護隊「2化」：2002年（平成14年）3月27日改編。
4. 第2特殊武器防護隊「2特防」：2019年（平成31年）3月改編。

- 備考　　：

#### 第3特殊武器防護隊
第3特殊武器防護隊（だいさんとくしゅぶきぼうごたい）は、陸上自衛隊千僧駐屯地（兵庫県伊丹市）に駐屯する第3師団隷下の化学科部隊である。
- 改編部隊：第3化学防護隊
- 創設　　：2014年（平成26年）3月26日
- 編成地　：千僧駐屯地
- 部隊長　：2等陸佐
- 隊旗　　：金茶の大隊旗
- 車両表示：3特防
- 上級部隊：第3師団
- 主要装備：NBC偵察車、化学防護車、生物偵察車、除染車等

- 部隊改編：

1. 第3師団司令部付隊化学防護小隊「3師-付」：1992年（平成4年）3月27日新編。
2. 第3化学防護隊「3化」：2006年（平成18年）3月27日改編。
3. 第3特殊武器防護隊「3特防」：2007年（平成19年）3月28日改編。

- 備考　　：

#### 第4特殊武器防護隊
第4特殊武器防護隊（だいよんとくしゅぶきぼうごたい）は、陸上自衛隊福岡駐屯地（福岡県春日市）に駐屯する第4師団隷下の化学科部隊である。
- 改編部隊：第4化学防護隊
- 創設　　：2009年（平成21年）3月26日
- 編成地　：福岡駐屯地
- 部隊長　：2等陸佐
- 隊旗　　：金茶の大隊旗
- 車両表示：4特防
- 上級部隊：第4師団
- 主要装備：NBC偵察車、化学防護車、生物偵察車、除染車等

- 部隊改編：

1. 第4師団司令部付隊化学防護小隊「4師-付」：1990年（平成2年）3月26日新編。
2. 第4化学防護隊「4化」：2002年（平成14年）3月27日改編。
3. 第4特殊武器防護隊「4特防」：2009年（平成21年）3月26日改編。

- 備考　　：

#### 第5化学防護隊
第5化学防護隊（だいごかがくぼうごたい）は、陸上自衛隊帯広駐屯地（北海道帯広市）に駐屯する第5旅団隷下の化学科部隊である。
- 改編部隊：第5旅団司令部付隊第5化学防護隊
- 創設　　：2011年（平成23年）4月22日
- 編成地　：帯広駐屯地
- 部隊長　：2等陸佐
- 隊旗　　：金茶の大隊旗
- 車両表示：5化
- 上級部隊：第5旅団
- 主要装備：化学防護車、生物偵察車、除染車等

- 部隊改編：

1. 第5師団司令部付隊化学防護小隊「5師-付」第5師団：1989年（平成元年）3月24日新編。
2. 第5旅団司令部付隊化学防護小隊「5旅-付」第5旅団：2004年（平成16年）3月29日改編。
3. 第5旅団司令部付隊第5化学防護隊「5旅-付」第5旅団：2011年（平成23年）4月22日改編。
4. 第5化学防護隊「5化」第5旅団：2013年（平成25年）3月26日改編。

- 備考　　：

#### 第6特殊武器防護隊
第6特殊武器防護隊（だいろくとくしゅぶきぼうごたい）は、陸上自衛隊神町駐屯地（山形県東根市）に駐屯する第6師団隷下の化学科部隊である。
- 改編部隊：第6化学防護隊
- 創設　　：2010年（平成22年）3月26日新編。
- 編成地　：神町駐屯地
- 車両表示：6特防
- 部隊長　：2等陸佐
- 隊旗　　：金茶の大隊旗
- 上級部隊：第6師団
- 主要装備：NBC偵察車、化学防護車、生物偵察車、除染車等

- 部隊改編：

1. 第6師団司令部付隊化学防護小隊「6師-付」：1990年（平成2年）3月26日新編。
2. 第6師団司令部付隊化学防護隊「6師-付」：1999年（平成11年）3月29日改編。
3. 第6化学防護隊「6化」：2002年（平成14年）3月27日改編。
4. 第6特殊武器防護隊「6特防」：2010年（平成22年）3月26日改編。

- 備考　　：

#### 第7化学防護隊
第7化学防護隊（だいななかがくぼうごたい）は、陸上自衛隊東千歳駐屯地（北海道千歳市）に駐屯する第7師団隷下の化学科部隊である。
- 改編部隊：第7師団司令部付隊化学防護隊
- 創設　　：2002年（平成14年）3月27日
- 編成地　：東千歳駐屯地
- 部隊長　：2等陸佐
- 隊旗　　：金茶の大隊旗
- 車両表示：7化
- 上級部隊：第7師団
- 主要装備：化学防護車、除染車等

- 部隊改編：

1. 第7師団司令部付隊化学防護小隊「7師-付」：1988年（昭和63年）3月25日新編。
2. 第7師団司令部付隊化学防護隊「7師-付」：1994年（平成6年）3月28日改編。
3. 第7化学防護隊「7化」：2002年（平成14年）3月27日改編。

- 備考　　：

#### 第8特殊武器防護隊
第8特殊武器防護隊（だいはちとくしゅぶきぼうごたい）は、陸上自衛隊北熊本駐屯地（熊本県熊本市北区）に駐屯する第8師団隷下の化学科部隊である。
- 改編部隊：第8化学防護隊
- 創設　　：2014年（平成26年）3月26日
- 編成地　：北熊本駐屯地
- 部隊長　：2等陸佐
- 隊旗　　：金茶の大隊旗
- 車両表示：8特防
- 上級部隊：第8師団
- 主要装備：化学防護車、生物偵察車、除染車等

- 部隊改編：

1. 第8師団司令部付隊化学防護小隊「8師-付」：1990年（平成2年）3月26日新編。
2. 第8化学防護隊「8化」：2001年（平成13年）3月27日改編。
3. 第8特殊武器防護隊「8特防」：2014年（平成26年）3月26日改編。

- 備考　　：

#### 第9化学防護隊
第9化学防護隊（だいきゅうかがくぼうごたい）は、陸上自衛隊青森駐屯地（青森県青森市）に駐屯する第9師団隷下の化学科部隊である。
- 改編部隊：第9師団司令部付隊化学防護小隊
- 創設　　：2004年（平成16年）3月29日
- 編成地　：青森駐屯地
- 部隊長　：2等陸佐
- 隊旗　　：金茶の大隊旗
- 車両表示：9化
- 上級部隊：第9師団
- 主要装備：化学防護車、除染車等

- 部隊改編：

1. 第9師団司令部付隊化学防護小隊「9師-付」：1990年（平成2年）3月26日新編。
2. 第9化学防護隊「9化」：2004年（平成16年）3月29日改編。

- 備考　　：

#### 第10特殊武器防護隊
第10特殊武器防護隊（だいじゅうとくしゅぶきぼうごたい）は、陸上自衛隊守山駐屯地（愛知県名古屋市守山区）に駐屯する第10師団隷下の化学科部隊である。
- 改編部隊：第10化学防護隊
- 創設　　：2013年（平成25年）3月26日
- 編成地　：守山駐屯地
- 部隊長　：2等陸佐
- 隊旗　　：金茶の大隊旗
- 車両表示：10特防
- 上級部隊：第10師団
- 主要装備：化学防護車、生物偵察車、除染車等

- 部隊改編：

1. 第10師団司令部付隊化学防護小隊「10師-付」：1991年（平成3年）3月29日新編。
2. 第10化学防護隊「10化」：2004年（平成16年）3月29日改編。
3. 第10特殊武器防護隊「10特防」：2013年（平成25年）3月26日改編。

- 備考　　：

#### 第11特殊武器防護隊
第11特殊武器防護隊（だいじゅういちとくしゅぶきぼうごたい）は、陸上自衛隊真駒内駐屯地（北海道札幌市南区）に駐屯する第11旅団隷下の化学科部隊である。
- 改編部隊：第11旅団司令部付隊第11特殊武器防護隊
- 創設　　：2013年（平成25年）3月26日
- 編成地　：真駒内駐屯地
- 部隊長　：2等陸佐
- 隊旗　　：金茶の大隊旗
- 車両表示：11特防
- 上級部隊：第11旅団
- 主要装備：化学防護車、生物偵察車、除染車等

- 部隊改編：

1. 第11師団司令部付隊化学防護小隊「11師-付」第11師団：1989年（平成元年）3月24日新編。
2. 第11旅団司令部付隊化学防護小隊「11旅-付」第11旅団：2008年（平成20年）3月26日改編。
3. 第11旅団司令部付隊第11特殊武器防護隊「11旅-付」第11旅団：2011年（平成23年）4月22日改編。
4. 第11特殊武器防護隊「11特防」第11旅団：2013年（平成25年）3月26日改編。

- 備考　　：

#### 第12化学防護隊
第12化学防護隊（だいじゅうにかがくぼうごたい）は、陸上自衛隊相馬原駐屯地（群馬県北群馬郡榛東村）に駐屯する第12旅団隷下の化学科部隊である。
- 改編部隊：第12師団司令部付隊化学防護小隊
- 創設　　：2013年（平成25年）3月26日
- 編成地　：相馬原駐屯地
- 部隊長　：2等陸佐
- 隊旗　　：金茶の大隊旗
- 車両表示：12化
- 上級部隊：第12旅団
- 主要装備：化学防護車、除染車等

- 部隊改編：

1. 第12師団司令部付隊化学防護小隊「12師-付」第12師団：1991年（平成3年）3月29日新編。
2. 第12旅団司令部付隊化学防護小隊「12旅-付」第12旅団：2001年（平成13年）3月27日改称。
3. 第12化学防護隊「12化」第12旅団：2013年（平成25年）3月26日改編。

- 備考　　：

#### 第13特殊武器防護隊
第13特殊武器防護隊（だいじゅうさんとくしゅぶきぼうごたい）は、陸上自衛隊海田市駐屯地（広島県安芸郡海田町）に駐屯する第13旅団隷下の化学科部隊である。
- 改編部隊：第13化学防護隊
- 創設　　：2014年（平成26年）3月26日
- 編成地　：海田市駐屯地
- 部隊長　：2等陸佐
- 隊旗　　：金茶の大隊旗
- 車両表示：13特防
- 上級部隊：第13旅団
- 主要装備：化学防護車、生物偵察車、除染車等

- 部隊改編：

1. 第13師団司令部付隊化学防護小隊「13師-付」第13師団：1991年（平成3年）3月29日新編。
2. 第13旅団司令部付隊化学防護小隊「13旅-付」第13旅団：2008年（平成20年）3月26日改編。
3. 第13化学防護隊「13化」第13旅団：2013年（平成25年）3月26日改編[6]。
4. 第13特殊武器防護隊「13特防」第13旅団：2014年（平成26年）3月26日改編。

- 備考　　：

#### 第14特殊武器防護隊
第14特殊武器防護隊（だいじゅうよんとくしゅぶきぼうごたい）は、陸上自衛隊善通寺駐屯地（香川県善通寺市）に駐屯する第14旅団隷下の化学科部隊である。
- 改編部隊：第14化学防護隊
- 創設　　：2016年（平成28年）3月26日
- 編成地　：善通寺駐屯地
- 部隊長　：2等陸佐
- 隊旗　　：金茶の大隊旗
- 車両表示：14特防
- 上級部隊：第14旅団
- 主要装備：化学防護車、生物偵察車、除染車等

- 部隊改編：

1. 第2混成団本部中隊化学防護小隊「2混-本」第2混成団：1993年（平成05年）8月新編。
2. 第14旅団司令部付隊化学防護隊「14旅-付」第14旅団：2006年（平成18年）3月25日改編。
3. 第14旅団司令部付隊第14化学防護隊「14旅-付」第14旅団：2011年（平成23年）3月改編。
4. 第14化学防護隊「14化」第14旅団：2013年（平成25年）3月26日旅団直轄。
5. 第14特殊武器防護隊「14特防」第14旅団：2016年（平成28年）3月26日改編。

- 備考　　：

#### 第15特殊武器防護隊
第15特殊武器防護隊（だいじゅうごとくしゅぶきぼうごたい）は、陸上自衛隊那覇駐屯地（沖縄県那覇市）に駐屯する第15旅団隷下の化学科部隊である。
- 改編部隊：第15旅団司令部付隊化学防護隊
- 創設　　：2011年（平成23年）3月
- 編成地　：那覇駐屯地
- 部隊長　：2等陸佐
- 隊旗　　：金茶の大隊旗
- 車両表示：15特防
- 上級部隊：第15旅団
- 主要装備：NBC防護車、化学防護車、除染車等

- 部隊改編：

1. 第15旅団司令部付隊化学防護隊「15旅-付」：2010年（平成22年）3月26日新編。
2. 第15特殊武器防護隊「15特防」：2012年（平成24年）3月改編。

- 備考　　：

### 化学教導隊
化学教導隊（かがくきょうどうたい）は、陸上自衛隊大宮駐屯地（埼玉県さいたま市北区）に駐屯する化学学校隷下の化学科部隊である。
- 創設　　：2001年（平成13年）3月27日
- 編成地　：大宮駐屯地
- 部隊長　：2等陸佐
- 隊旗　　：金茶の大隊旗
- 上級部隊：陸上自衛隊化学学校
- 主要装備：NBC防護車、化学防護車等
- 車両表示：化教
- 備考　　：第101化学防護隊（当時）の東部方面隊への移管に伴い2001年（平成13年）3月27日に新編された。

## 主な装備品
- 化学防護車
- NBC偵察車

「陸上自衛隊の装備品一覧」化学装備を参照。

## 廃止部隊一覧
- 第301化学発煙中隊：1956年（昭和31年）1月から1970年（昭和45年）8月4日の間。第101化学防護隊に称号変更。
- 第101化学防護隊：1970年（昭和45年）8月5日から2007年（平成19年）3月27日の間。第101特殊武器防護隊に改編。
- 第101特殊武器防護隊：2007年（平成19年）3月28日から2008年（平成20年）3月25日の間。中央特殊武器防護隊に改編。

### 師団司令部付隊化学防護小隊
- 第1師団司令部付隊化学防護小隊：1992年（平成4年）3月27日新編。2002年 （平成14年）3月26日廃止。
- 第2師団司令部付隊化学防護小隊：1988年（昭和63年）3月25日新編。2001年 （平成13年）3月26日廃止。
- 第3師団司令部付隊化学防護小隊：1992年（平成4年）3月27日新編。2006年 （平成18年）3月26日廃止。
- 第4師団司令部付隊化学防護小隊：1990年（平成2年）3月26日新編。2002年 （平成14年）3月26日廃止。
- 第5師団司令部付隊化学防護小隊：1989年（平成元年）3月24日新編。2011年 （平成23年）4月21日廃止。
- 第6師団司令部付隊化学防護小隊：1990年（平成2年）3月26日新編。2002年 （平成14年）3月26日廃止。
- 第7師団司令部付隊化学防護小隊：1988年（昭和63年）3月25日新編。2002年 （平成14年）3月26日廃止。
- 第8師団司令部付隊化学防護小隊：1990年（平成2年）3月26日新編。2001年 （平成13年）3月26日廃止。
- 第9師団司令部付隊化学防護小隊：1990年（平成2年）3月26日新編。2004年 （平成16年）3月28日廃止。
- 第10師団司令部付隊化学防護小隊：1991年（平成3年）3月29日新編。2004年 （平成16年）3月28日廃止。
- 第11師団司令部付隊化学防護小隊：1989年（平成元年）3月24日新編。2011年 （平成23年）4月21日廃止。
- 第12師団司令部付隊化学防護小隊：1991年（平成3年）3月29日新編。2013年（平成25年）3月25日廃止。
- 第13師団司令部付隊化学防護小隊：1991年（平成3年）3月29日新編。2013年 （平成25年）3月25日廃止。

### 混成団本部中隊化学防護小隊
- 第2混成団本部中隊化学防護小隊：1993年（平成05年）8月新編[2]。2006年（平成18年）3月24日廃止。

### 師団・旅団化学防護隊
- 第1化学防護隊：2002年（平成14年）3月27日新編。2010年 （平成22年）3月25日廃止。
- 第2化学防護隊：2001年（平成13年）3月27日新編。2019年 （平成31年）3月廃止。
- 第3化学防護隊：2006年（平成18年）3月27日新編。2014年 （平成26年）3月25日廃止。
- 第4化学防護隊：2002年（平成14年）3月27日新編。2009年 （平成21年）3月25日廃止。
- 第6化学防護隊：2002年（平成14年）3月27日新編。2010年 （平成22年）3月25日廃止。
- 第8化学防護隊：2001年（平成13年）3月27日新編。2014年 （平成26年）3月25日廃止。
- 第10化学防護隊：2004年（平成16年）3月29日新編。2013年 （平成25年）3月25日廃止。

- 第14化学防護隊：2013年 （平成25年）3月26日新編。2016年 （平成28年）3月25日廃止。

### 師団司令部付隊化学防護隊
- 第6師団司令部付隊化学防護隊：1999年（平成11年）3月29日新編。2002年（平成14年）3月26日廃止。
- 第7師団司令部付隊化学防護隊：1994年（平成06年）3月28日新編。2002年（平成14年）3月26日廃止。

### 旅団司令部付隊化学防護隊
- 第5旅団司令部付隊第5化学防護隊：2011年（平成23年）4月22日新編から2013年（平成25年）3月25日の間。
- 第13旅団司令部付隊第13化学防護隊：2013年（平成25年）3月26日新編から2014年（平成26年）3月25日の間。
- 第14旅団司令部付隊化学防護隊：2006年（平成18年）3月25日新編[2]から2013年（平成25年）3月25日の間。
- 第15旅団司令部付隊化学防護隊：2010年（平成22年）3月26日新編から2011年（平成23年）3月の間。

### 旅団司令部付隊特殊武器防護隊
- 第11旅団司令部付隊第11特殊武器防護隊：2011年（平成23年）4月22日新編から2013年（平成25年）3月25日の間。